# Макаров Микола Михайлович
Мико́ла Миха́йлович Мака́ров (23 серпня 1945, Йошкар-Ола, МАРСР, РРФСР, СРСР) — український фізик-теоретик, доктор фізико-математичних наук (1985), професор (1986).

## Життєпис
Випускник Харківського університету 1967 року. Після закінчення вишу з 1968 року почав працювати в Інституті радіофізики та електроніки АН УРСР в Харкові. У 1986—1987 — на посаді провідного наукового співробітника, у 1987—2001 на посаді завідувача відділу теоретичної фізики. Паралельно з 1972 працює в Харківському університеті. З 1986 до 1998 — професор кафедри теоретичної фізики цього вишу. Від 2001 року — титулярний професор-дослідник Автономного університету Пуебли (Мексика).

## Наукова діяльність
Галузі наукових інтересів: вивчення спектральних і транспортних властивостей (як електронних, так і оптичних) періодичних і неупорядкованих систем низької розмірності. Створив повну теорію циклотронного резонансу, просторової дисперсії та поверхневого електромагнітного поглинання у металах (спільно з Еммануїлом Канером). Автор (спільно з Валерієм Ямпольським) нової галузі фізики твердого тіла — нелінійну електродинаміку та акустику металів. Співавтор квантової теорії спектральних і транспортних властивостей поверхнево-невпорядкованих провідників. Відкрив новий механізм поверхневого розсіяння (на квадраті градієнта) хвиль у шорсткуватих хвилеводах; розробив теорію аномальної локалізації Андерсона в системах з корельованим безладом; дослідив особливості загасання Ландау в метаматеріалах.

## Основні праці
- Nonperturbative results for the spectrum of surface-disordered waveguides // Optics Letters. 1998. Vol. 23, № 22;
- Square-gradient mechanism of surface scattering in quasi-one-dimensional rough waveguides // Phys. Rev. B. 2007. Vol. 75, № 20;
- The Signum function method for the generation of correlated dichotomic chains // J. Phys. A: Math. Theor. 2008 Vol. 41, № 17;
- Anomalous transmission in waveguides with correlated disorder in surface profiles // Structured Surfaces as Optical Metamaterials. Cambridge, 2011;
- Anomalous localization in low-dimensional systems with correlated disorder // Phys. Rep. 2012. Vol. 512, № 3;
- Non-conventional Anderson localization in a matched quarter stack with metamaterials // New J. Phys. 2013. Vol. 15, № 5;
- Landau damping of electromagnetic transport via dielectric-metal superlattices // Optics Letters. 2015. Vol. 40, № 15 (усі — співавт.).